# Законодательная дума Томской области
Законода́тельная ду́ма То́мской о́бласти (сокр.: ЗДТО) — законодательный (представительный) орган государственной власти Томской области. До переименования в январе 2011 года (в соответствии с изменившимся федеральным законодательством) имела наименование Государственная дума Томской области (ГДТО).

## Общие факты
Дума состоит из 42 депутатов, половина из которых выбираются по пропорциональной системе, а другая половина — по одномандатным округам. Депутаты избираются населением области на основе всеобщего равного и прямого избирательного права при тайном голосовании сроком на 5 лет.
Дума принимает законы, постановления, заявления, обращения, а также ведёт контрольную деятельность. Финансируется из областного бюджета.
Выборы в законодательный орган проводились в 1994, 1997, 2001, 2007, 2011 и 2016 годах. Последние выборы состоялись в сентябре 2021 года.
Ежегодно областная дума организует конкурс на соискание звания «Лауреат премии Законодательной думы Томской области для молодых учёных и юных дарований», также проводится поощрение выдающихся томичей целой системой областных наград.
На официальном сайте долгое время действовал демократический (с минимальной модерацией откровенного вандализма) дискуссионный форум, в том числе с разделом народных законотворческих предложений 43-й депутат. Цель Форума — дискуссия посетителей сайта по вопросам законотворчества и по выражению мнения по основным животрепещущим вопросам региона, страны. Названия тем и их содержание не подвергались особой политической цензуре, главным условием существования темы или сообщения на форуме являлось правило непротиворечия законодательству Российской Федерации. Тематика общения строго не регламентировалась, но предполагалось, что она должна соответствовать информационной направленности сайта и помогать депутатам ориентироваться в настроениях электората, обозначать томские злободневные проблемы. Весной 2013 года форум был закрыт на реконструкцию[значимость факта?].

## Полномочия
Дума обладает следующими полномочиями:
- принимает Устав, законы и иные нормативные правовые акты;
- утверждает схему управления областью;
- избирает одного члена Совета Федерации Федерального Собрания Российской Федерации;
- решает вопросы административно-территориального устройства области;
- устанавливает общие принципы организации системы органов местного самоуправления области;
- утверждает областной бюджет;
- утверждает программы социально-экономического развития области;
- устанавливает областные налоги, сборы, пошлины;
- устанавливает льготы по платежам в областной бюджет;
- устанавливает порядок подписания и утверждения договоров области о международных и внешнеэкономических связях.

Дума осуществляет контроль за соблюдением и исполнением законов, областного бюджета, использованием кредитных ресурсов из бюджета РФ и бюджета области, выполнением программ социально-экономического развития области. Осуществляет контроль за распоряжением собственностью области, а также иные контрольные функции в соответствии с законодательством.

## История
С 16 (29) апреля 1917 до 1918 года существовало Томское губернское народное собрание, его председателем был Борис Ган.
С декабря 1917 по 26 марта 1918 года и с июня 1918 года по декабрь 1919 существовала Томская губернская земская управа. Также с декабря 1917 по май 1925 существовал Томский губернский Совет рабочих, крестьянских и солдатских (красноармейских) депутатов.
C января до 10 ноября 1918 года существовала Сибирская областная дума, её председателем был Иван Якушев.
С августа 1944 до 15 октября 1993 года существовал Томский областной Совет народных депутатов. Последний созыв совета был распущен постановлением главы администрации Томской области Виктора Кресса № 335.
15 октября 1993 г. председатель областного Совета народных депутатов Григорий Шамин подписал «Распоряжение о нормативно-правовых актах по реформе представительного органа власти Томской области». Опубликованы и сами акты: «Положение о парламенте (представительном органе государственной власти) Томской области» и «Положение о выборах депутатов парламента (представительного органа государственной власти) Томской области». Позже, 29 октября 1993 г., опубликованы «Дополнения к Положению о парламенте (представительном органе государственной власти области)».
27 марта 1994 года состоялись первые выборы в новый областной орган власти — законодательный (представительный). В его составе 21 депутат, избранные на два года (позднее срок полномочий депутатов был продлен) на основе мажоритарной системы по одномандатным избирательным округам, образуемым по всей территории Томской области. Среди депутатов — работники промышленности, строительства, связи, сельского хозяйства, сферы науки, образования и здравоохранения, представители бизнеса, а также местных органов самоуправления. Высшее образование имеют 19 человек, в их числе один академик, 4 члена-корреспондента отраслевых академий, два профессора, два кандидата наук.
В мае 1994 года были утверждены регламент работы Думы, составы её постоянных комитетов — правового, бюджетно-финансового и контрольного.
В период с июля 1995 по январь 2011 — Государственная Дума Томской области. Правовой статус органа определён разделом 4 Устава Томской области.
Весной 1997 года томские парламентарии приняли закон о гербе и флаге региона. Была завершена многомесячная работа над созданием символики области с привлечением художников, историков, представителей духовенства и других представителей общественности.
21 декабря 1997 г. состоялись новые выборы в представительный орган государственной власти Томской области тоже на основе мажоритарной системы, но уже по двухмандатным избирательным округам. В результате число народных избранников увеличилось вдвое и составило 42 депутата. Полномочия Государственной думы Томской области второго созыва продолжались до 2001 года.
Третий состав Думы сформирован 16 декабря 2001 г. В феврале 2002 г. постановлениями ГДТО образованы Контрольная палата, научно-консультативный совет и координационный совет по местному самоуправлению, постоянные комиссии при комитетах.
17 марта 2007 г. начал свою работу четвёртый созыв Государственной думы Томской области, полномочия которого закончились в ноябре 2011 г.
10 марта 2007 года Дума впервые утвердила кандидатуру губернатора Томской области. В пятый раз им стал Виктор Кресс.
В феврале 2012 года дума утвердила губернатором Томской области своего бывшего депутата (1999—2007) Сергея Жвачкина.

## Председатель
Председателем Думы (разг. — спикером) с апреля 1994 и до декабря 2011 года являлся Борис Алексеевич Мальцев. С конца 2011 года этот пост занимает бывший заместитель губернатора Томской области Оксана Витальевна Козловская.

## Депутаты
Начиная с IV созыва половина состава формируется по пропорциональной системе, половина — по мажоритарной.

### I созыв (1994—1997 гг.)
Выборы состоялись 20 марта 1994 года.
(перечислены частично)
- Тютрин, Иван Илларионович (Вузовский округ № 1)
- Ковалёв, Юрий Яковлевич (Кировский округ № 2)
- Макаров, Александр Сергеевич (Академический округ № 3)
- Мальцев, Борис Алексеевич (Центральный округ № 4)
- Рубцов, Евгений Леонидович (Ленинский округ № 5)
- Коновалов, Геннадий Викторович (Каштачный округ № 6)
- Поморов, Александр Адрианович (Белоозёрский округ № 7)
- Деев, Александр Николаевич (Белоозерский округ № 7) (избран в 1996 году)
- Ильин, Сергей Павлович (Мичуринский округ № 8)
- Вяткин, Николай Александрович (Лесной округ № 9)
- Макаров, Владимир Михайлович (Восточный округ Северска № 10)
- Зверев, Юрий Михайлович (Западный округ Северска № 11)
- Трошин, Алексей Васильевич (Стрежевской округ № 12)
- Макаренко, Иван Александрович (Колпашевский округ № 13)
- Колеров, Олег Петрович (Асиновский округ № 14)
- Портнов, Владимир Емельянович (Светленский округ № 15)
- Грачёв, Николай Григорьевич (Томский округ № 16)
- Меренков, Владимир Николаевич (Северный округ № 17)
- Феденёв, Александр Михайлович (Приобский округ № 18)
- Сергеенко, Геннадий Николаевич (Шегарский округ № 19)
- Зотов, Александр Павлович (Кетский округ № 20)
- Вельтмандер, Иллар Эрнстович (Чулымский округ № 21)

### II созыв (1997—2001 гг.)
Выборы состоялись 21 декабря 1997 года.
- Андросов, Александр Степанович
- Вяткин, Николай Александрович
- Васильченко, Евгений Викторович
- Гладышев, Николай Петрович
- Грачев, Николай Григорьевич
- Кляйн, Иван Григорьевич
- Мальцев, Борис Алексеевич
- Макаров, Александр Сергеевич
- Никитенко, Сергей Николаевич
- Новицкий, Вячеслав Викторович
- Ковалев, Юрий Яковлевич
- Дурнев, Владимир Николаевич
- Кноль, Владимир Антонович
- Рубцов, Евгений Леонидович
- Потапов Николай Георгиевич
- Скоробогатов, Игорь Юрьевич
- Деев Александр Николаевич
- Собканюк, Екатерина Мефодиевна
- Ильин, Сергей Павлович
- Коробов, Максим Леонидович
- Прохор, Михаил Федорович
- Лукин, Валерий Аркадьевич
- Кондаков, Владимир Михайлович
- Лашевич, Сергей Анатольевич
- Долгих, Владимир Георгиевич
- Орлов, Владимир Александрович
- Трошин Алексей Васильевич
- Филимонов, Леонид Иванович
- Даниленко, Виктор Степанович
- Куприянец, Александр Брониславович
- Макаренко, Иван Александрович
- Титов, Михаил Александрович
- Никешин, Михаил Васильевич
- Калюжный, Виктор Иванович
- Жвачкин, Сергей Анатольевич
- Меренков, Владимир Николаевич
- Макаров, Владимир Николаевич
- Сорогин, Виктор Яковлевич
- Шамин, Григорий Андреевич
- Майков, Олег Иванович
- Оккель, Владимир Германович
- Кадесников, Александр Петрович
- Шендель, Владимир Ассерович
- Колмогорова, Светлана Анатольевна
- Рустамов, Махир Рустамович
- Юрьева, Татьяна Васильевна

### III созыв (2001—2007 гг.)
Выборы состоялись 16 декабря 2001 года.
- по Вузовскому округу № 1:
  - Новицкий, Вячеслав Викторович
  - Чубик, Пётр Савельевич (полномочия прекращены 28 апреля 2005 года в связи с уходом на пост заместителя губернатора ТО по кадровой политике)
  - Никулина, Ирина Евгеньевна
- по Кировскому округу № 2:
  - Кляйн, Иван Григорьевич
  - Резников, Владимир Тихонович
- по Академическому округу № 3:
  - Дурнев, Владимир Николаевич
  - Пономаренко, Владимир Лукьянович
- по Центральному округу № 4:
  - Мальцев, Борис Алексеевич
  - Кравченко, Сергей Александрович
- по Ленинскому округу № 5:
  - Рубцов, Евгений Леонидович
  - Кноль, Владимир Антонович
- по Каштачному округу № 6:
  - Ерёмин, Василий Васильевич (полномочия досрочно прекращены в связи с избранием в Думу города Томска 9 октября 2005 года)
  - Шутеев, Олег Михайлович
  - Диденко, Николай Васильевич (полномочия досрочно прекращены с сентября 2002 года в связи с уходом на должность первого заместителя мэра Томска)
- по Белозёрскому округу № 7:
  - Гальвас, Юрий Оскарович
  - Акатаев, Чингис Маметович
- по Мичуринскому округу № 8:
  - Собканюк, Екатерина Мефодиевна
  - Губкин, Анатолий Алексеевич (полномочия досрочно прекращены)
  - Середа, Николай Иванович
- по Лесному округу № 9:
  - Машуков, Виктор Петрович
  - Вяткин, Николай Александрович
- по Восточному округу Северска № 10:
  - Мещеряков, Валерий Никитич
  - Жерлов, Георгий Кириллович
- Короткевич, Владимир Михайлович (полномочия досрочно прекращены)
- по Западному округу Северска № 11:
  - Ларин, Валерий Константинович
  - Долгих, Владимир Георгиевич
- по Стрежевскому округу № 12:
  - Трошин, Алексей Васильевич
  - Шимкевич, Сергей Владимирович
- по Колпашевскому округу № 13:
  - Френовский, Александр Николаевич
  - Куприянец, Александр Брониславович
- по Асиновскому округу № 14:
  - Громов, Олег Владимирович
  - Сорокин, Василий Алексеевич
- по Светленскому округу № 15:
  - Звонарёв, Сергей Викторович
  - Целищев, Юрий Анатольевич
- по Томскому округу № 16:
  - Каплунов, Анатолий Николаевич
  - Аминов, Рашид Измайлович
- по Северному округу № 17:
  - Рожков, Анатолий Михайлович
  - Жвачкин, Сергей Анатольевич
- по Приобскому округу № 18:
  - Сорогин, Виктор Яковлевич
  - Шамин, Григорий Андреевич
- по Шегарскому округу № 19:
  - Сергеенко, Геннадий Николаевич
  - Емельянов, Александр Михайлович
- по Кетскому округу № 20:
  - Попов, Виталий Фёдорович
  - Кадесников, Александр Петрович
- по Чулымскому округу № 21:
  - Екимов, Виктор Степанович
  - Приставка, Михаил Фёдорович

### IV созыв (2007—2011 гг.)
Выборы состоялись 11 марта 2007 года.
Избранные по мажоритарной системе:
- Никулина, Ирина Евгеньевна
- Кляйн, Иван Григорьевич
- Шпетер, Александр Карлович
- Мальцев, Борис Алексеевич
- Рубцов, Евгений Леонидович
- Шутеев, Олег Михайлович
- Акатаев, Чингис Маметович
- Собканюк, Екатерина Мефодиевна
- Вяткин, Николай Александрович
- Жерлов, Георгий Кириллович (скончался 13 июля 2008 года)
- Долгих, Владимир Георгиевич
- Чернышёв, Игорь Николаевич
- Френовский, Александр Николаевич
- Громов, Олег Владимирович
- Звонарёв, Сергей Викторович
- Терещенко, Александр Анатольевич
- Маркелов, Виталий Анатольевич
- Шамин Григорий Андреевич (21 октября 2010 года избран мэром Северска; 28 октября полномочия прекращены)
- Сергеенко, Геннадий Николаевич
- Попов, Виталий Фёдорович
- Кадесников, Александр Петрович

Избранные по пропорциональной системе:
- от партии «Единая Россия»:
  - Новицкий, Вячеслав Викторович
  - Короткевич, Владимир Михайлович
  - Куприянец, Александр Брониславович
  - Пономаренко, Владимир Лукьянович
  - Кравченко, Сергей Александрович
  - Середа, Николай Иванович
  - Гуданцева, Нелля Игоревна
  - Кириллова, Нина Васильевна
  - Аминов, Рашид Измайлович
  - Морозов, Николай Михайлович
  - Кравченко, Владимир Казимирович

- от Коммунистической партии РФ:
  - Агеев, Сергей Леонидович
  - Кучеров, Иван Михайлович
  - Кириллов, Николай Петрович

- от Либерально-демократической партии России:
  - Диденко, Алексей Николаевич (10 октября 2010 года избран депутатом томской городской думы; 28 октября полномочия прекращены)
  - Руденко, Степан Анатольевич (10 октября 2010 года избран депутатом томской городской думы от «Единой России»; 28 октября полномочия прекращены)
  - Закурский, Сергей Лазаревич (10 октября 2010 года избран депутатом томской городской думы; 28 октября полномочия прекращены)

- от партии «Справедливая Россия»:
  - Сахаров, Сергей Александрович
  - Немцева, Галина Григорьевна

- от Союза правых сил:
  - Кобзев, Анатолий Васильевич
  - Уваров, Александр Фавстович

### V созыв (2011—2016 гг.)
Избранные по мажоритарной системе:
- Казаков Владимир Владимирович
- Разживин Игорь Андреевич
- Шпетер Александр Карлович
- Пичурин, Лев Фёдорович
- Семкин, Василий Васильевич
- Шутеев Олег Михайлович
- Соломатина, Татьяна Васильевна
- Собканюк Екатерина Мефодиевна
- Вяткин Николай Александрович
- Кормашов, Максим Борисович
- Осипцов, Валерий Николаевич
- Боргер, Александр Александрович
- Куприянец Александр Брониславович
- Громов Олег Владимирович
- Звонарев Сергей Викторович
- Терещенко Александр Анатольевич
- Маркелов Виталий Анатольевич
- Глок, Леонид Эдуардович
- Сергеенко Геннадий Николаевич
- Михкельсон, Александр Карлович
- Никулин, Дмитрий Васильевич

Избранные по пропорциональной системе:
- от партии «Единая Россия»:
- Козловская, Оксана Витальевна

- Кравченко Владимир Казимирович
- Мальцев Борис Алексеевич
- Музалев, Василий Николаевич
- Середа Николай Иванович
- Тютюшев, Андрей Петрович
- Френовский, Александр Николаевич
- Эскин, Аркадий Яковлевич
- Яврумян, Паруйр Амаякович
- Пономаренко Владимир Лукьянович (полномочия прекращены 20.12.2012)

- от Коммунистической партии РФ:
- Барышникова, Наталья Геннадьевна
- Губа, Сергей Александрович
- Фёдоров, Алексей Геннадьевич
- Шарыпов, Антон Андреевич
- Петров, Андрей Геннадьевич (полномочия прекращены 16.09.2015)

- от Либерально-демократической партии России:
- Баранов, Евгений Викторович
- Брянский, Сергей Николаевич
- Павлов, Евгений Владимирович
- Терехов, Леонид Леонидович
- Оглезнев, Виталий Васильевич (полномочия прекращены 27.09.2012)
- Хан, Владимир Петрович (полномочия прекращены 15.11.2013)

- от партии «Справедливая Россия»:
- Видяев, Геннадий Семенович
- Кравченко, Сергей Александрович
- Немцева Галина Григорьевна

## Совещательные органы
По некоторым направления своей деятельности Думой Томской области были образованы совещательные органы, в частности:
- Совет общественных инициатив при Думе Томской области, являющийся совещательным, экспертно-консультативным органом, образуемым в целях эффективного учёта мнения граждан и их объединений в процессе законотворческой деятельности;
- Молодёжный парламент Томской области, являющийся коллегиальным совещательным органом. Целью Парламента является содействие в приобщении молодых граждан к парламентской деятельности, формировании их правовой и политической культуры, поддержка созидательной, гражданской активности молодёжи;
- Координационный совет по местному самоуправлению при Думе Томской области, являющийся совещательным органом Думы по решению вопросов развития местного самоуправления в Томской области.

## Контрольная палата
Постановлением N 47 от 21 февраля 2002 г. была образована Контрольная палата Думы Томской области, как орган государственного финансового контроля.
Задачами Контрольной палаты являются:
- организация и осуществление контроля за своевременным исполнением доходных и расходных частей областного бюджета, целевых бюджетных фондов по объёмам, структуре и целевому назначению;

проведение проверок местных бюджетов — получателей межбюджетных трансфертов из областного бюджета;
- оценка эффективности и целесообразности расходов областных государственных средств и использования областной собственности;

оценка обоснованности доходных источников и расходных статей проектов областного бюджета;
- экспертиза проектов областного бюджета, областных целевых программ и иных нормативных правовых актов бюджетного законодательства Томской области;
- анализ выявленных отклонений от установленных показателей областного бюджета и подготовка предложений, направленных на их устранение, а также на совершенствование бюджетного процесса в Томской области;
- регулярное представление Думе Томской области информации о ходе исполнения областного бюджета и результатах проводимых контрольных и экспертно-аналитических мероприятий.

## Интересные факты
Самым богатый депутат области — Екатерина Собканюк.